# TAS2R46
TAS2R46 (англ. Taste 2 receptor member 46) – білок, який кодується однойменним геном, розташованим у людей на короткому плечі 12-ї хромосоми. Довжина поліпептидного ланцюга білка становить 309 амінокислот, а молекулярна маса — 35 523.
| 10         |  | 20         |  | 30         |  | 40         |  | 50         |
| ---------- |  | ---------- |  | ---------- |  | ---------- |  | ---------- |
| MITFLPIIFS |  | ILIVVTFVIG |  | NFANGFIALV |  | NSIEWFKRQK |  | ISFADQILTA |
| LAVSRVGLLW |  | VLVLNWYATE |  | LNPAFNSIEV |  | RITAYNVWAV |  | INHFSNWLAT |
| SLSIFYLLKI |  | ANFSNLIFLH |  | LKRRVKSVVL |  | VILLGPLLFL |  | VCHLFVINMN |
| QIIWTKEYEG |  | NMTWKIKLRS |  | AMYLSNTTVT |  | ILANLVPFTL |  | TLISFLLLIC |
| SLCKHLKKMQ |  | LHGKGSQDPS |  | MKVHIKALQT |  | VTSFLLLCAI |  | YFLSIIMSVW |
| SFESLENKPV |  | FMFCEAIAFS |  | YPSTHPFILI |  | WGNKKLKQTF |  | LSVLWHVRYW |
| VKGEKPSSS  |  |            |  |            |  |            |  |            |

A: Аланін

C: Цистеїн

D: Аспарагінова кислота

E: Глутамінова кислота

F: Фенілаланін

G: Гліцин

H: Гістидин

I: Ізолейцин

K: Лізин

L: Лейцин

M: Метіонін

N: Аспарагін

P: Пролін

Q: Глутамін

R: Аргінін

S: Серин

T: Треонін

V: Валін

W: Триптофан

Кодований геном білок за функціями належить до рецепторів, g-білокспряжених рецепторів, білків внутрішньоклітинного сигналінгу. 
Локалізований у клітинній мембрані, мембрані, клітинних відростках, війках.